# Турецкая баня (картина)
«Туре́цкая ба́ня» (фр. Le bain turc) — картина французского художника Жана Огюста Доминика Энгра. Тондо диаметром 110 см по состоянию на 2013 год находилось в 60-м зале на втором этаже галереи Сюлли в Лувре (инв. № R.F. 1934). На полотне изображены обнажённые женщины в экзотической обстановке гарема. Композиция с нагой натурой выполнена в полном соответствии с академическими канонами.

## Создание
Этой картиной 82-летний художник подводит своеобразный итог развития жанра ню, одного из главных жанров в своём творчестве. По мнению некоторых исследователей, «Турецкая баня» является венцом его поисков в этом направлении.
Художник начал работу над полотном в 1859 году, и первоначально картина была прямоугольной. В этом же, 1859 году, её купил принц Бонапарт. Однако некоторое время спустя Энгр возобновил работу над картиной и превратил её в тондо, одновременно переписав некоторые фигуры. Энгр подписал картину и поставил на ней дату в 1862 году, хотя он вносил изменения и в 1863 году. Подпись художник дополнил указанием на свой возраст: «Aetatis LXXXII».

## Композиция
На первый взгляд композиция «Турецкой бани» производит впечатление беспорядочного скопления обнажённых тел. Замысел художника для зрителя раскрывается постепенно. Выбрав форму тондо, художник строит пространство в виде сферы. Окружности полотна соответствует ритм многочисленных закругляющихся линий. Центральная женская фигура — почти полное повторение «Купальщицы Вальпинсона» (иное название «Большая купальщица», 1808). Спина женщины в чалме, играющей на музыкальном инструменте, будто бы выступает из плоскости картины, усиливая впечатление сферичности.
Задачи построения пространства, помогающего усилить общую динамику композиции (росписи капеллы Ангелов в парижской церкви Сен-Сюльпис) или передать экспрессию действия (картины с охотничьими сценами) в те же годы решал и Эжен Делакруа, уходя от простой линейной перспективы и работая с несколькими планами. Таким образом, обоих художников занимала проблема создания нового пространства, к которой подошло в своём развитии изобразительное искусство XIX века.
Кеннет Кларк говорит о почти «удушающем» впечатлении, которое производит картина: 
«Художник наконец позволил себе дать волю чувствам и всё, что косвенно выражала рука Тетии или ступня Одалиски, теперь обрело открытое воплощение в пышных бёдрах, грудях и роскошных сладострастных позах».
Две женские фигуры, полулежащие справа, не имеют аналогов в западном изобразительном искусстве. По мнению Кларка, в «Турецкой бане» обнажённые женщины вызывают реминисценцию со скульптурой храмов Южной Индии.
Энгр изобразил охваченных истомой женщин, лежащих в ленивых, расслабленных позах, а также восточный танец обнажённой красавицы на втором плане. Картина погружает зрителя в замкнутую атмосферу сладострастия и праздности восточного гарема.
Совершенство рисунка, мастерскую моделировку тел, мягкий свет дополняет тонкий общий колорит. Золотистый тон картины — тон наготы — оживляется включением пятен синего, красного и лимонно-жёлтого цветов. Их сочетание повторяется в натюрморте на первом плане, где на низком столике изображены коробочки и флаконы с притираниями и духами.
Публика получила возможность увидеть эту картину только в 1905 году во время ретроспективного показа, посвящённого творчеству Энгра. В 1911 году передана в Лувр Обществом друзей Лувра при содействии Мориса Феная.
Картину высоко оценивали искусствоведы Жан Кассу, Жан Алазар, критик Гаэтан Пикон. Автор двухтомника «История Французской живописи» Пьер Франкастель считал «Турецкую баню» лучшим произведением Энгра.

## Выставка одной картины в Лувре
«Турецкая баня» стала первой картиной, которой Лувр в 1971 году открыл серию «выставок-досье», где центром экспозиции становилось одно живописное произведение. Перед выставкой была проделана обширная работа по исследованию и реставрации картины, сбору и тщательному изучению материалов, связанных с её созданием. Были подняты темы влияния на Энгра работ других мастеров и воздействия «Турецкой бани» на дальнейшее развитие изобразительного искусства. Из 82 позиций в каталоге выставки 62 — подготовительные наброски и этюды Энгра, а также работы предшественников, под влиянием которых художник создавал своих персонажей. Завершающий раздел экспозиции был составлен из 20 картин и рисунков, где в большей или меньшей степени отразились впечатления художников XX века от «Турецкой бани». Среди них — четыре рисунка Пабло Пикассо, созданные в период 1918—1968 годов. Для того, чтобы подчеркнуть центральное положение в выставке именно картины Энгра, некоторые из экспонатов были представлены фотографиями.

## Фильмография
- «Очарованный взгляд», фильм Алена Жобера[фр.] из цикла «Палитры» (Франция, 1991).